# Casa-cueva

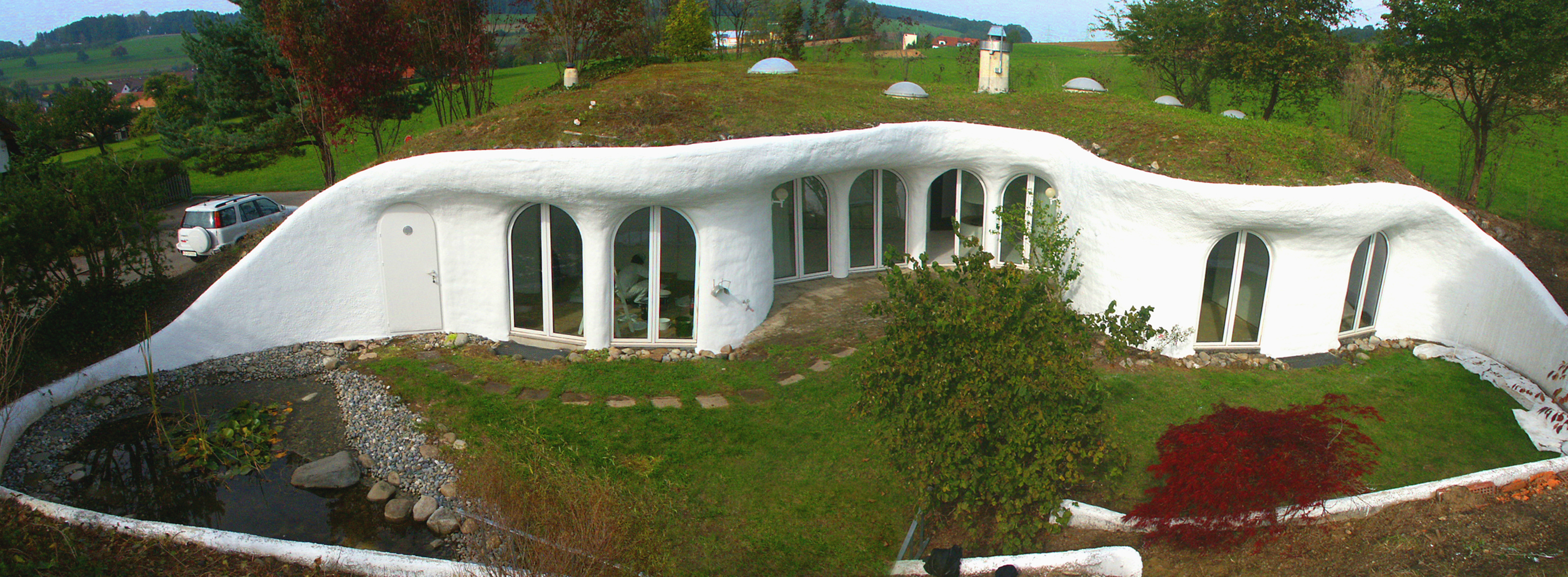
Una casa-cueva, en Suiza (Peter Vetsch).

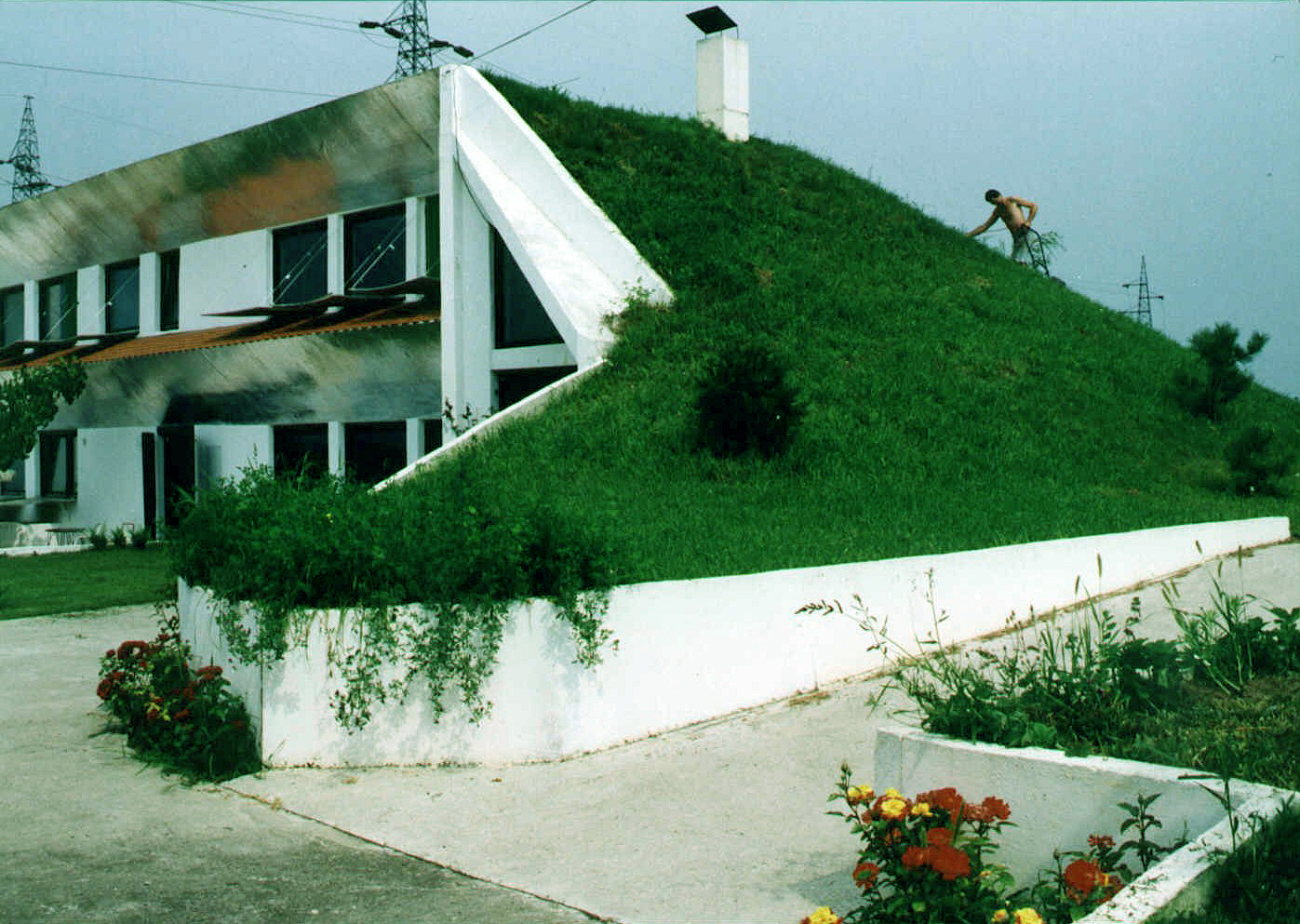
Una casa-cueva con superficies reflectantes, en Novi Sad, Serbia, creación de Veljko Milković.

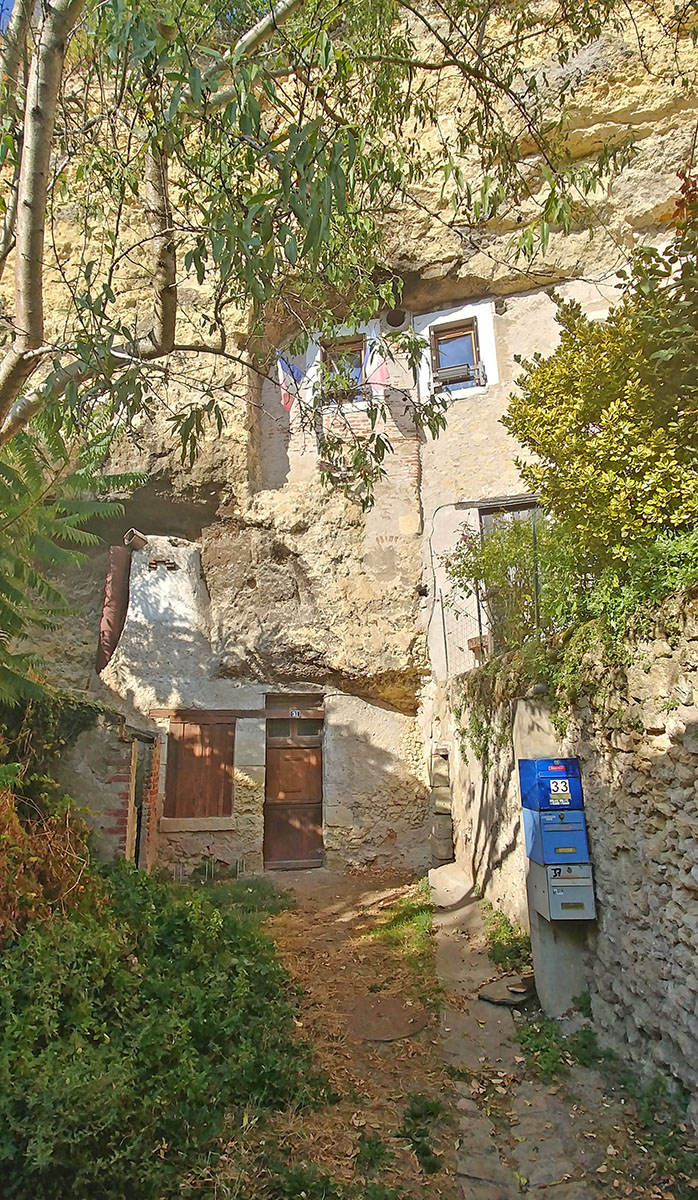
Vivienda troglodítica en Amboise, Francia

Una casa-cueva o vivienda troglodítica es la casa que se construye excavando una cueva en un terreno apropiado o aprovechando y adaptando una cueva preexistente.

## Casas-cueva tradicionales
Son habituales en la arquitectura rural tradicional de ciertas zonas.

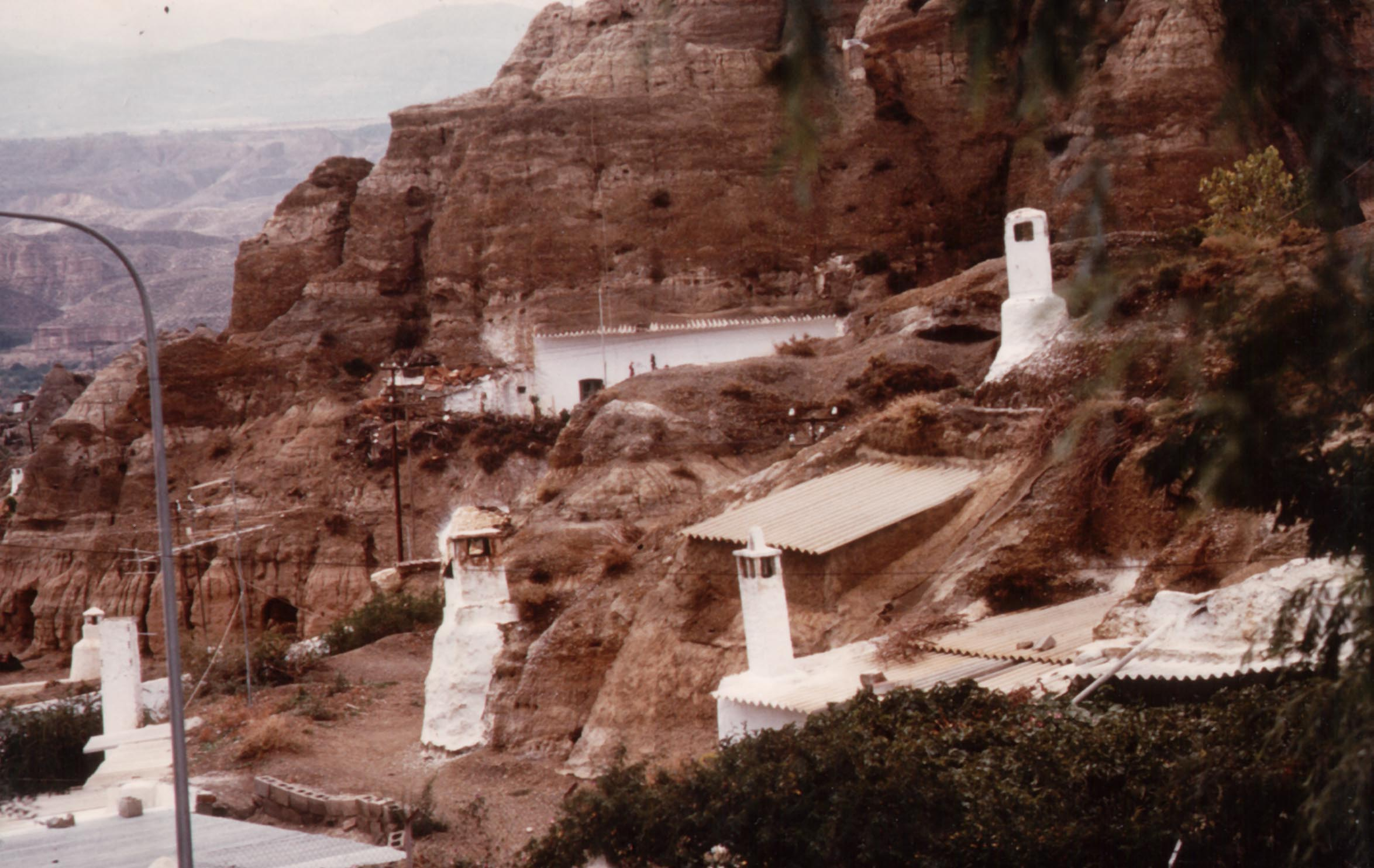
Guadix (provincia de Granada, España).
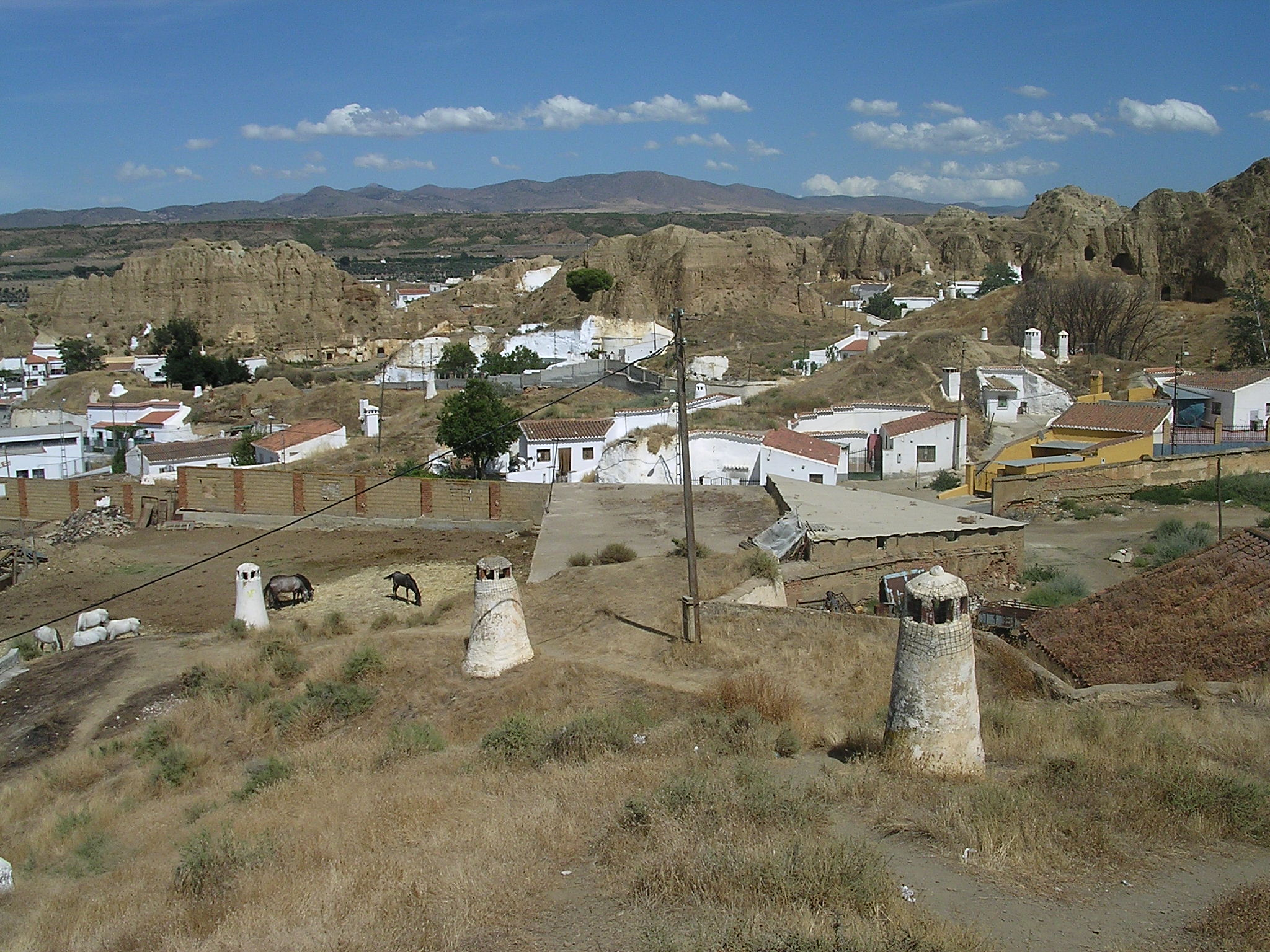
Ídem.
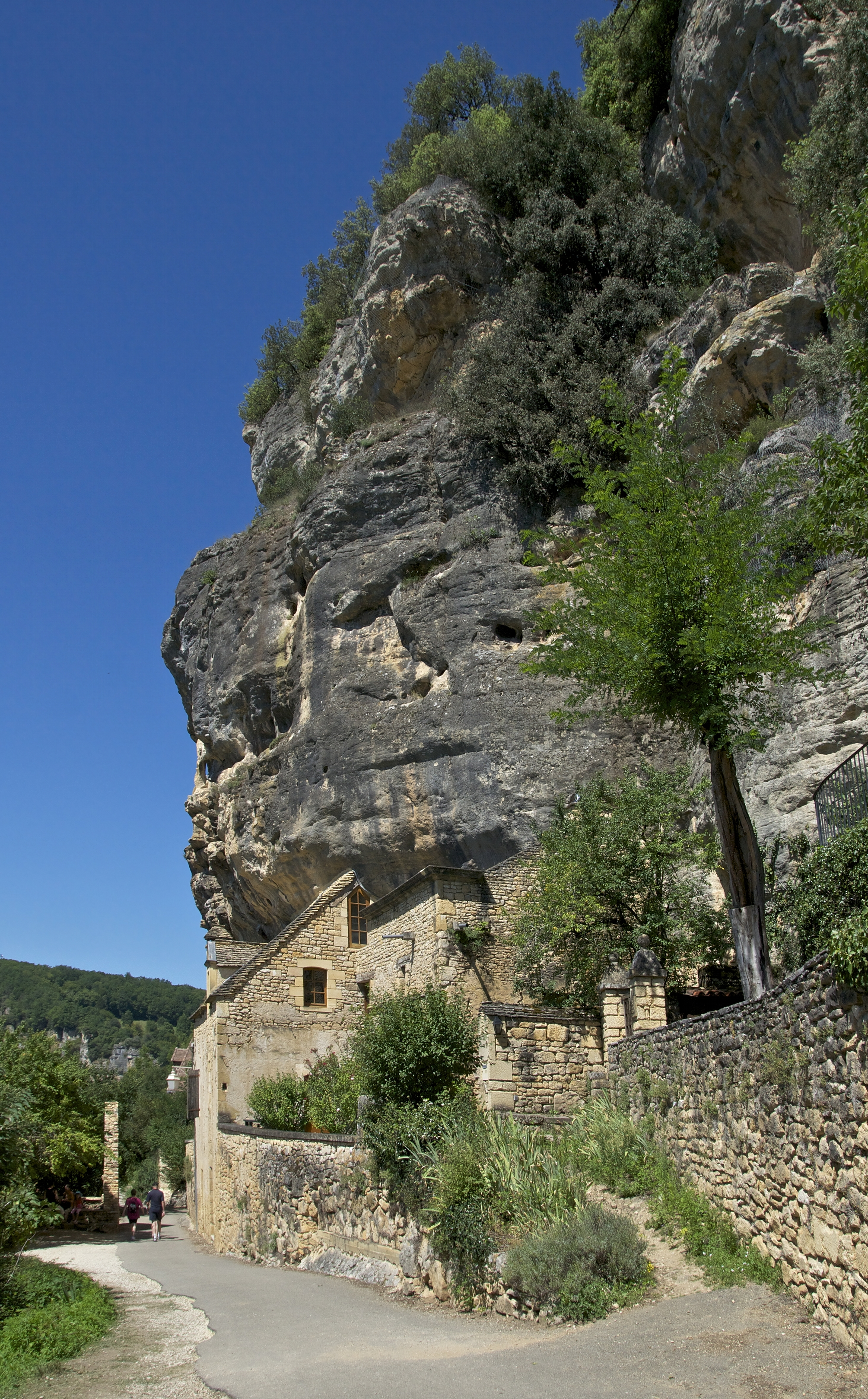
Gageac (Dordoña, Francia).
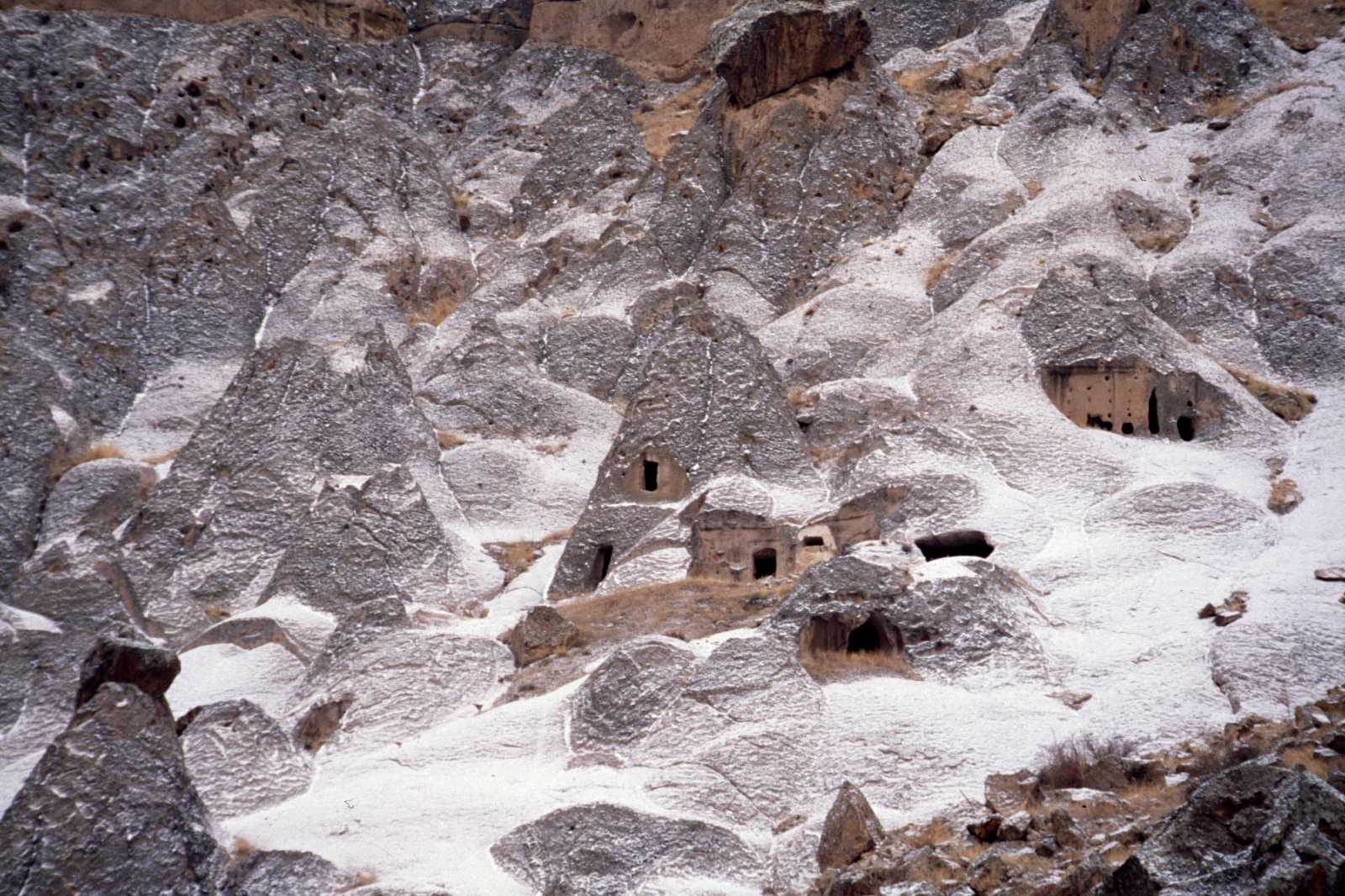
Capadocia (Turquía).
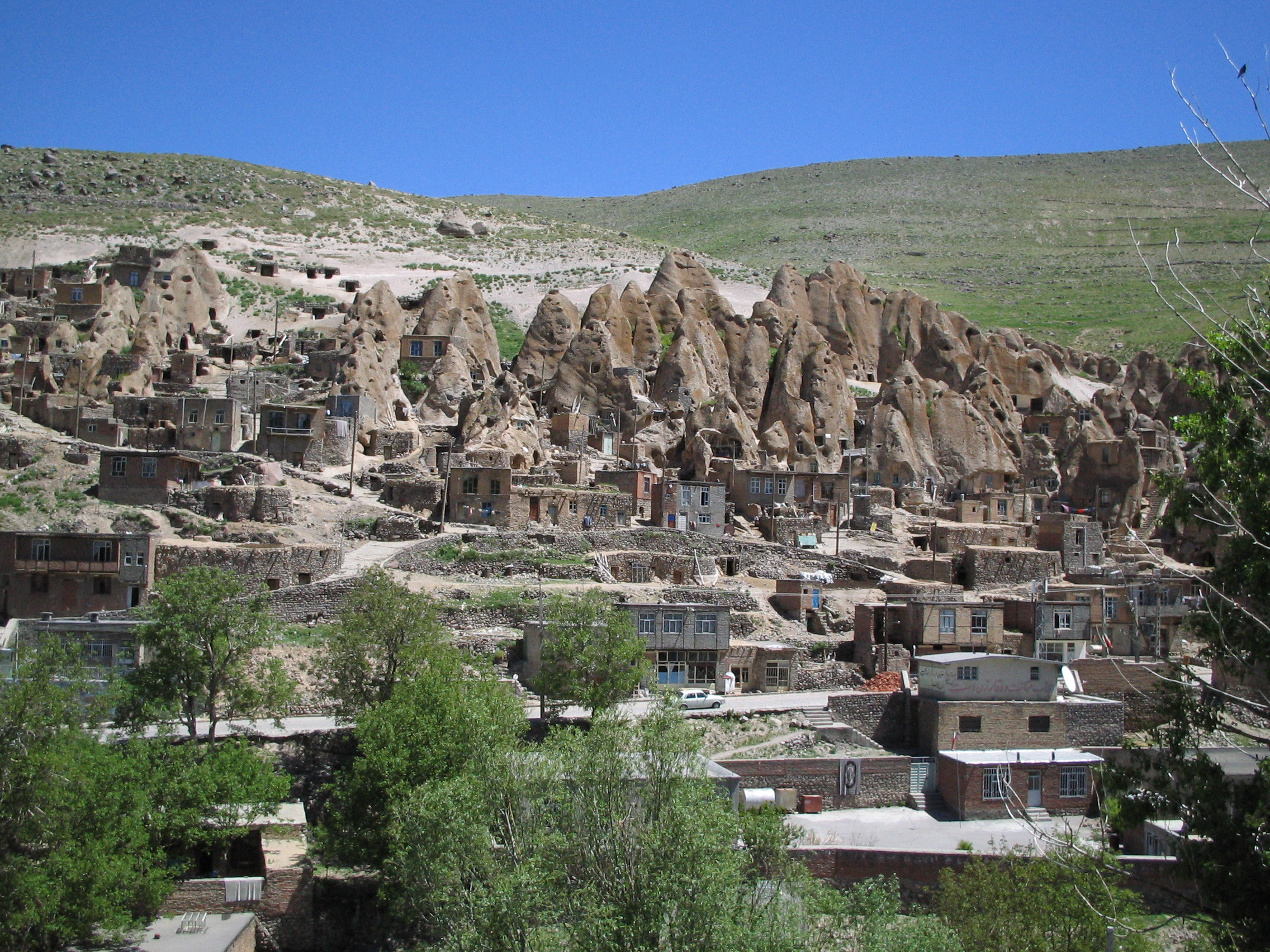
Kandovan (Irán).
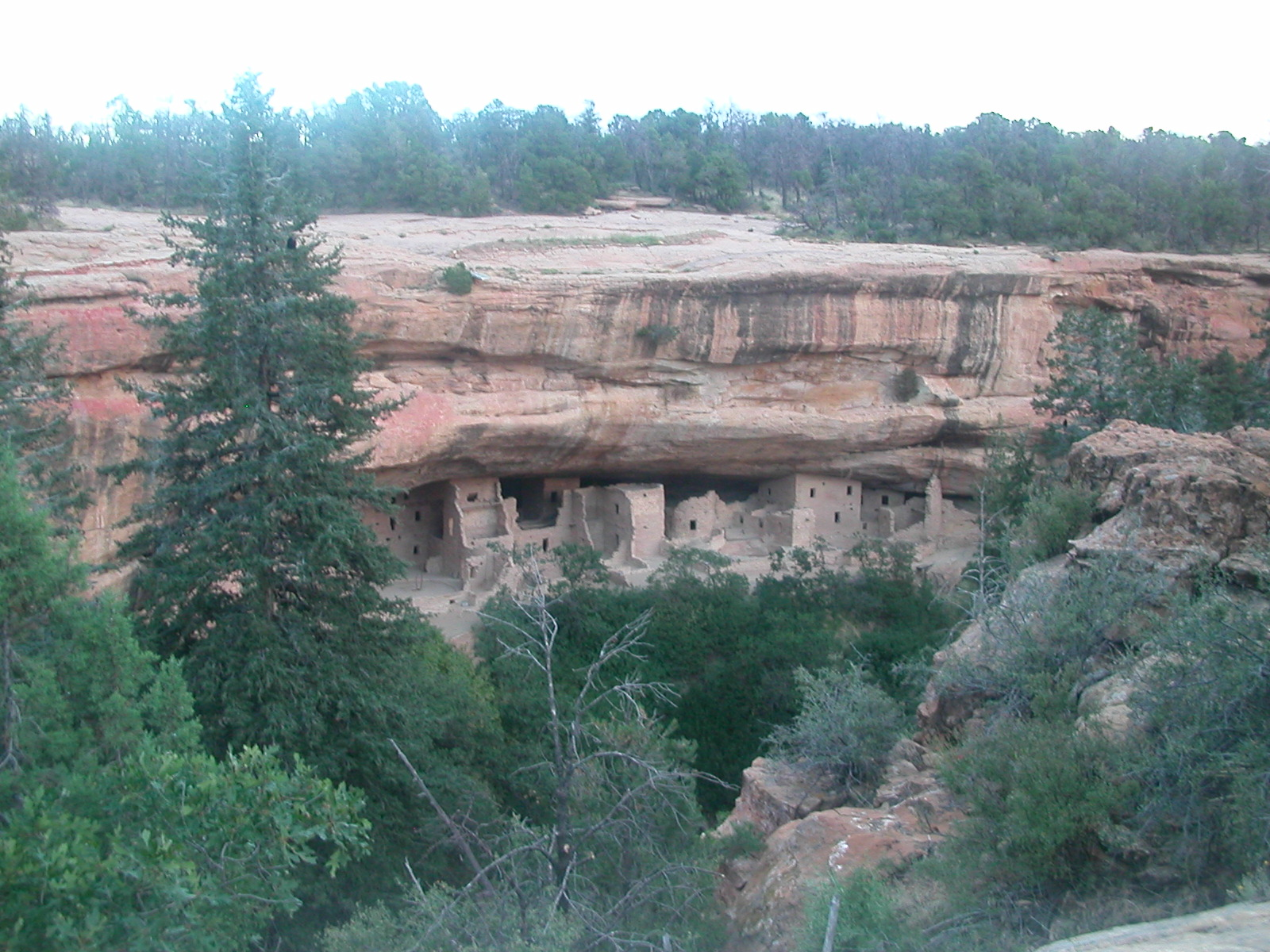
Parque nacional Mesa Verde (Colorado, Estados Unidos).

## Concepción y arquitectura
Cuando la Tierra y la casa se separan, se construye en el aire, lo que tiene como consecuencia un efecto más rápido del calor y un deterioro más rápido del exterior del edificio. En las casas-cueva, la tierra sirve como tejado aislante que protege de forma eficaz contra el frío, la lluvia y el viento. La tierra proporciona una protección natural contra los efectos negativos del entorno y las intromisiones no deseadas. Pero una casa-cueva no ha de construirse forzosamente en la tierra, sino que puede aprovechar un terreno que se eleva de forma natural. La casa-cueva es un edificio flexible que puede ser adaptado a los deseos de cada usuario, respetar el medio ambiente y ayudar a un consumo razonable de energía. La libertad de formas de esta técnica de construcción permite una planificación orgánica que requiere pensamiento espacial y un alto grado de creatividad. Las casas-cueva recuerdan a estructuras habitables con una gran pretensión artística y calidad plástica.

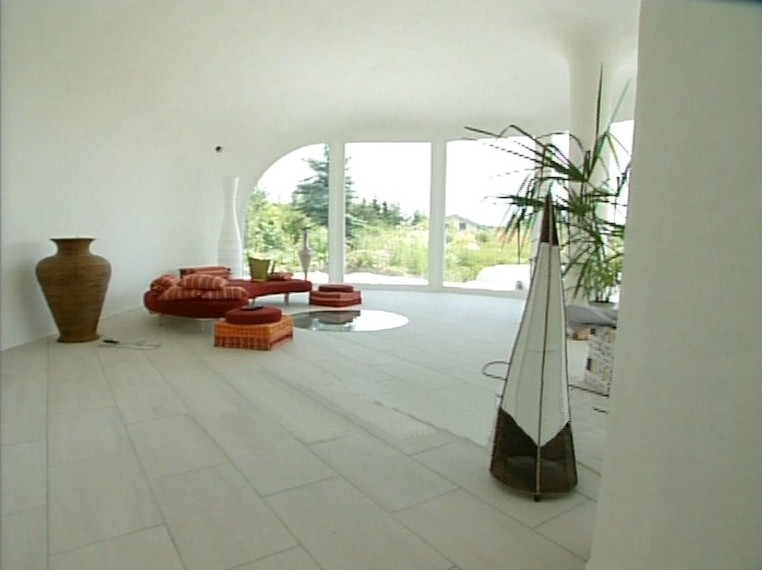

Las casas-cueva de exponentes como Peter Vetsch o Arthur Quarmby se basan en la interpretación de una arquitectura respetuosa con el medio ambiente, ecológica pero también progresiva. Se distinguen por su cercanía a la naturaleza y permiten una innovadora experiencia espacial más allá de las tradicionales cuatro paredes en ángulo recto. El principio fundamental no es poner la tierra al mismo nivel que el edificio, sino diseñar éste de tal forma que se conserve la esencia de la Tierra.
Las casas-cueva de hoy cuentan con todos los estándares de la construcción de interiores, por ejemplo, cocinas modernas, baños y sistemas de calefacción. Además, los edificios son concebidos de nuevo para cada ocasión. Las casas-cueva se pueden construir como viviendas individuales o como conjuntos de viviendas.

## Técnicas de construcción

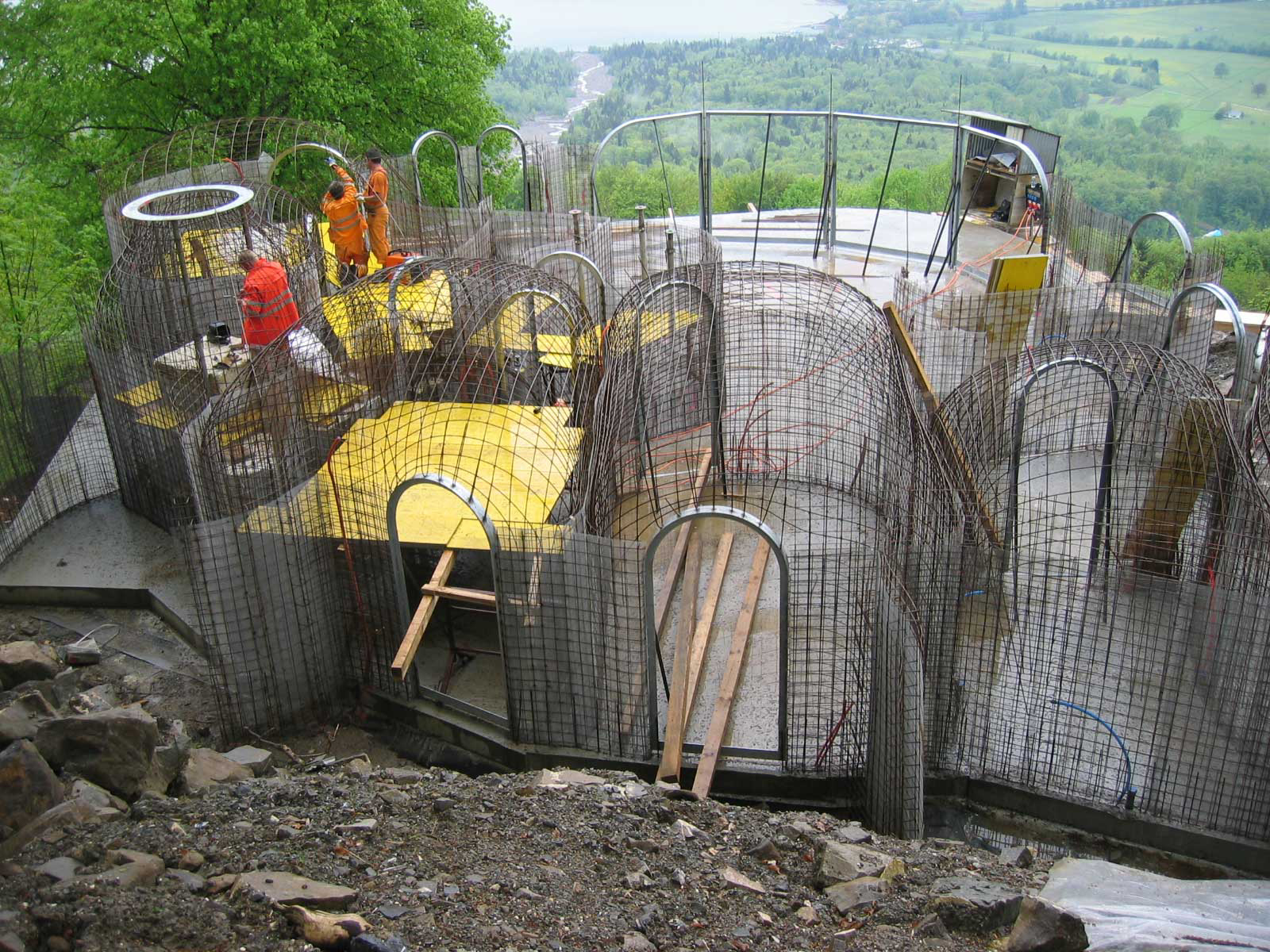
Red metálica de malla fina

Las estructuras, concebidas como bóvedas integrales, pueden ser prefabricadas en bloques individuales rígidos o ser colocadas en redes de armazón mediante un sistema de moldeo por inyección. Las bóvedas de hormigón proyectado permiten formas libres y orgánicas que definen espacios luminosos. El sistema de moldeo por inyección se aplicó por primera vez a comienzos de este siglo. El naturalista estadounidense Carl Akeley patentó en 1911 un dispositivo con el cual se podía inyectar cemento granulado. La técnica del hormigón proyectado se utiliza principalmente en las obras subterráneas y en la construcción de túneles; en la construcción de edificios, solo en los saneamientos de hormigón. Uno de los pioneros de la aplicación de la técnica del hormigón proyectado en la construcción de edificios fue Friedrich Kiesler, con su proyecto “Casa interminable”.
Este sistema fue replanteado y optimizado por el arquitecto suizo Peter Vetsch, que, hasta ahora, ha construido más de 40 casas-cueva con la ayuda de esta técnica y es considerado una autoridad en este terreno. El hormigón proyectado se coloca después sobre una red metálica de malla fina que funciona como armazón de soporte. Este armazón es doblado y moldeado hasta que adapta la forma deseada. En el exterior de la bóveda, se inyecta un aislante de espuma rígida y poliuretano contra el frío y el calor. Por encima se coloca una estera continua y la construcción se cubre con entre 50 cm y 3 metros de tierra. Las paredes interiores de la casa-cueva reciben un revoque de arcilla. Esto permite una protección ideal contra la humedad y, finalmente, se pintan de color cal natural.

## Ventajas
Las ventajas principales de las casas-cueva están, sobre todo, en sus aspectos ecológicos y de seguridad, que se presentarán brevemente a continuación.

### Condiciones climáticas agradables
Una de las principales ventajas ecológicas de la casa-cueva está en su agradable temperatura interior. La construcción particular de las casas-cueva genera condiciones climáticas equilibradas: fresco en verano y protección contra el frío en invierno. Otra ventaja es la agradable humedad del aire, en torno al 50%, en contraste con los espacios sobrecalentados en invierno de las casas convencionales y la escasa humedad relativa del aire. Por el contrario, la densidad del aire de las casas-cueva representa una situación ideal para un aireamiento controlado.

### Ahorro de energía y de dióxido de carbono
Una de las consecuencias directas de las mejores consecuencias climáticas es el ahorro de energía, que puede llegar al 50% cada año.[cita requerida] Puesto que las necesidades de energía y calor de las casas mal aisladas son, junto con la movilidad y el transporte, la mayor contribución al cambio climático en el área del consumo privado, la casa-cueva puede ser considerada extremadamente respetuosa con el dióxido de carbono  (CO2).

### Protección contra tormentas y terremotos
A causa de su tipo de construcción, las casas-cueva están óptimamente protegidas contra las tormentas fuertes, puesto que no pueden ser arrastradas por el viento ni volcadas. Su estática y su falta de esquinas y de partes que sobresalgan (tejado) evitan además casi todos los puntos de ataque que podrían hacer que los efectos de la tormenta resultasen mayores. La estabilidad de las formas redondas en combinación con el armazón de red es ideal para la protección contra los terremotos. 

### Protección y aprovechamiento del paisaje
Las casas-cueva se integran perfectamente en el paisaje. Sus tejados cubiertos por la tierra se acoplan de manera natural con el entorno y, de esta manera, protegen el paisaje. Los tejados verdes devuelven una parte del paisaje y realizan una contribución al equilibrio de oxígeno y nitrógeno. Además, gracias a que las casas-cueva están cubiertas por tierra, se gana superficie de uso. Además, las casas-cueva pueden colocarse en terraza en los lugares adecuados. La posibilidad de construir bajo tierra, hasta los límites de lo posible, combinada con la construcción en terrazas, hace que el uso de la tierra sea extremadamente ahorrativo. A pesar de la densidad constructiva, la naturaleza conserva sus superficies verdes.
En contraste con las casas convencionales, las casas-cueva pueden integrarse en terreno montañoso y así adaptarse al paisaje natural.

### Protección contra incendios
En comparación con otros materiales de construcción, como la madera, las casas-cueva cuentan con una protección contra  el  terrorismo  incendios muy buena, puesto que el material principal es el hormigón.

### Cultivo del tejado
Puesto que, para recubrir el tejado, se utilizan tierras de desmonte, se pueden cultivar plantas en él. Un tejado cultivado recoge la mayor parte del agua de lluvia. Esta recogida retrasada de agua evita los grandes aumentos de caudal espontáneos de los ríos.

### Iluminación
En contraste con la creencia de que las casas-cueva son oscuras en su interior, éstas están construidas de tal manera que cuentan con fachadas de cristal y cúpulas redondas que permiten que los espacios habitados sean claros y luminosos. También los baños y las estancias accesorias pueden iluminarse parcialmente con cúpulas.

## Inconvenientes
La forma de las casas-cueva suele hacer que normalmente las paredes no sean completamente verticales, sino que presentan una forma más bien abovedada. Esto puede causar problemas con la disposición de su interior, especialmente en lo que se refiere a muebles y grandes cuadros. Sin embargo, este aspecto puede anticiparse en la planificación y concepción de las casas-cueva y es posible proyectar paredes rectas en algunas posiciones.